# Breznička (Poltár)
Breznička es un municipio del distrito de Poltár en la región de Banská Bystrica, Eslovaquia, con una población estimada a final del año 2024 de 744 habitantes.
Se encuentra ubicado en el centro de la región, cerca del río Ipoly —un afluente izquierdo del Danubio— y de la frontera con Hungría.

## Demografía
| Año        | 1994 | 2004    | 2014    | 2024    |
| ---------- | ---- | ------- | ------- | ------- |
| Población  | 794  | 772     | 768     | 744     |
| Diferencia |      | −2,77 % | −0,51 % | −3,12 % |

| Año        | 2023 | 2024    |
| ---------- | ---- | ------- |
| Población  | 737  | 744     |
| Diferencia |      | +0,94 % |